# Родничний Дол
Ро́дничний Дол (рос. Родничный Дол) — село у складі Переволоцького району Оренбурзької області, Росія.

## Населення
Населення — 1006 осіб (2010; 1111 у 2002).
Національний склад (станом на 2002 рік):
- росіяни — 65 %